# Алленбі Чилтон
Алленбі Чилтон (англ. Allenby Chilton, 16 вересня 1918, Сауз-Хілтон — 15 червня 1996, Саузвік) — англійський футболіст, що грав на позиції півзахисника, зокрема, за клуб «Манчестер Юнайтед», а також національну збірну Англії. По завершенні ігрової кар'єри — тренер.
Чемпіон Англії. Володар Кубка Англії. Володар Суперкубка Англії з футболу. 

## Клубна кар'єра
У футболі дебютував 1938 року виступами за команду «Манчестер Юнайтед». Відіграв за команду з Манчестера наступні сімнадцять сезонів своєї ігрової кар'єри. Більшість часу, проведеного у складі «Манчестер Юнайтед», був основним гравцем команди. За цей час виборов титул володаря Кубка Англії, ставав чемпіоном Англії, володарем Суперкубка Англії з футболу.
Завершив професійну ігрову кар'єру у клубі «Грімсбі Таун», за команду якого виступав протягом 1955—1956 років.

## Виступи за збірну
1950 року дебютував в офіційних матчах у складі національної збірної Англії. Протягом кар'єри у національній команді провів у її формі 2 матчі.
Був присутній в заявці збірної на чемпіонаті світу 1954 року у Швейцарії, але на поле не виходив.

## Кар'єра тренера
Розпочав тренерську кар'єру, ще продовжуючи грати на полі, 1955 року, очоливши тренерський штаб клубу «Грімсбі Таун».
1960 року став головним тренером команди «Віган Атлетік», тренував клуб з Вігана один рік.
Останнім місцем тренерської роботи був клуб «Гартлпул Юнайтед», головним тренером команди якого Алленбі Чилтон був з 1962 по 1963 рік.
Помер 15 червня 1996 року на 78-му році життя у передмісті Сандерленда місті Саузвік.

## Титули і досягнення
- Володар Кубка Англії (1):

«Манчестер Юнайтед»: 1947—1948
- Чемпіон Англії (1):

«Манчестер Юнайтед»: 1951—1952
- Володар Суперкубка Англії з футболу (1):

«Манчестер Юнайтед»: 1952